# Burgstall Walkertshofen
Der Burgstall Walkertshofen, auch Burgberg genannt, liegt etwa 50 Höhenmeter über dem Neufnachtal in der Gemeinde Walkertshofen im Landkreis Augsburg (Altlandkreis Schwabmünchen) in Schwaben. Von der hochmittelalterlichen Turmhügelburg (Motte) haben sich noch Geländespuren der Vorburg und der Erdkegel der Hauptburg erhalten.

## Geschichte
Die Veste über dem Ort Walkertshofen war im Hochmittelalter der Ansitz der Ortsadelsfamilie „de Waltgershoven“. Als erste Namensträger erscheinen 1099 Oudalrich und Witegou de Waltgershoven in einer Schriftquelle.
Um 1350 ging die Herrschaft an die Herren von Augsburg. 1390 verkaufte die Witwe Ulrichs von Augsburg die Burg an das Augsburger Domkapitel. In der Folge erwarb das Domkapitel bis 1492 den gesamten Grundbesitz zu Walkertshofen. Die Höhenburg wurde wohl bereits im 15. Jahrhundert aufgelassen und begann zu verfallen.

## Beschreibung
Der große Ansitz wurde am westlichen Rand eines markanten Hügelrückens (ca. 577 Meter ü.NN) östlich des vermutlich im 9. Jahrhundert gegründeten Ortes angelegt. Im Norden und Westen schützen die Steilhänge den Burgplatz. Der rechteckige Hauptburgkegel (ca. 27 × 15 m) steigt direkt über dem sehr steilen Westhang auf und wird durch einen bogenförmigen, bis zu fünf Meter tiefen Halsgraben vom Bergrücken getrennt. Das Plateau der Hauptburg liegt zwei bis vier Meter über dem Vorburgareal.
Die Anlage kann trotz der rechteckigen Kernburg als Sonderform einer Turmhügelburg klassifiziert werden. Im näheren Umkreis haben sich einige weitere Beispiele und Abwandlungen dieses klassischen hochmittelalterlichen Burgentyps erhalten (Burgstall Schlösslesberg, Burg Zusameck, Burgställe Gabelbach u. a.). 
Der Kernburg war eine geräumige halbkreisförmige Vorburg vorgelagert, von der sich nur noch ein etwa 40 Meter langer Wallgrabenabschnitt im Osten erhalten hat. 1970 wurde das Gelände topographisch aufgenommen (H. Kennerknecht, Bayerisches Landesamt für Denkmalpflege). Auf dieser Planaufnahme ist der halbkreisförmige Verlauf der Vorburgbewehrung (ca. 150 × 100 m) gut dokumentiert. Unklar bleibt allerdings die Gestaltung der Nordostecke, die auf einer heute verebneten Kuppe lag.
Nördlich des Hauptburgkegels deuten Wallzüge auf eine Torsicherung hin. Eine weitere Burgauffahrt scheint im Süden zur Vorburg geführt zu haben.
Das Bayerische Landesamt für Denkmalpflege verzeichnet das Bodendenkmal als mittelalterlichen Burgstall unter der Denkmalnummer D 7-7729-0012.